# Adam Silver
Adam Silver (Rye, Nueva York, 26 de abril de 1962) es un abogado estadounidense y comisionado de la NBA desde el 1 de febrero de 2014. Hasta entonces ocupaba el cargo de vicecomisionado de la liga, tras el comisionado David Stern.

## Carrera en la NBA

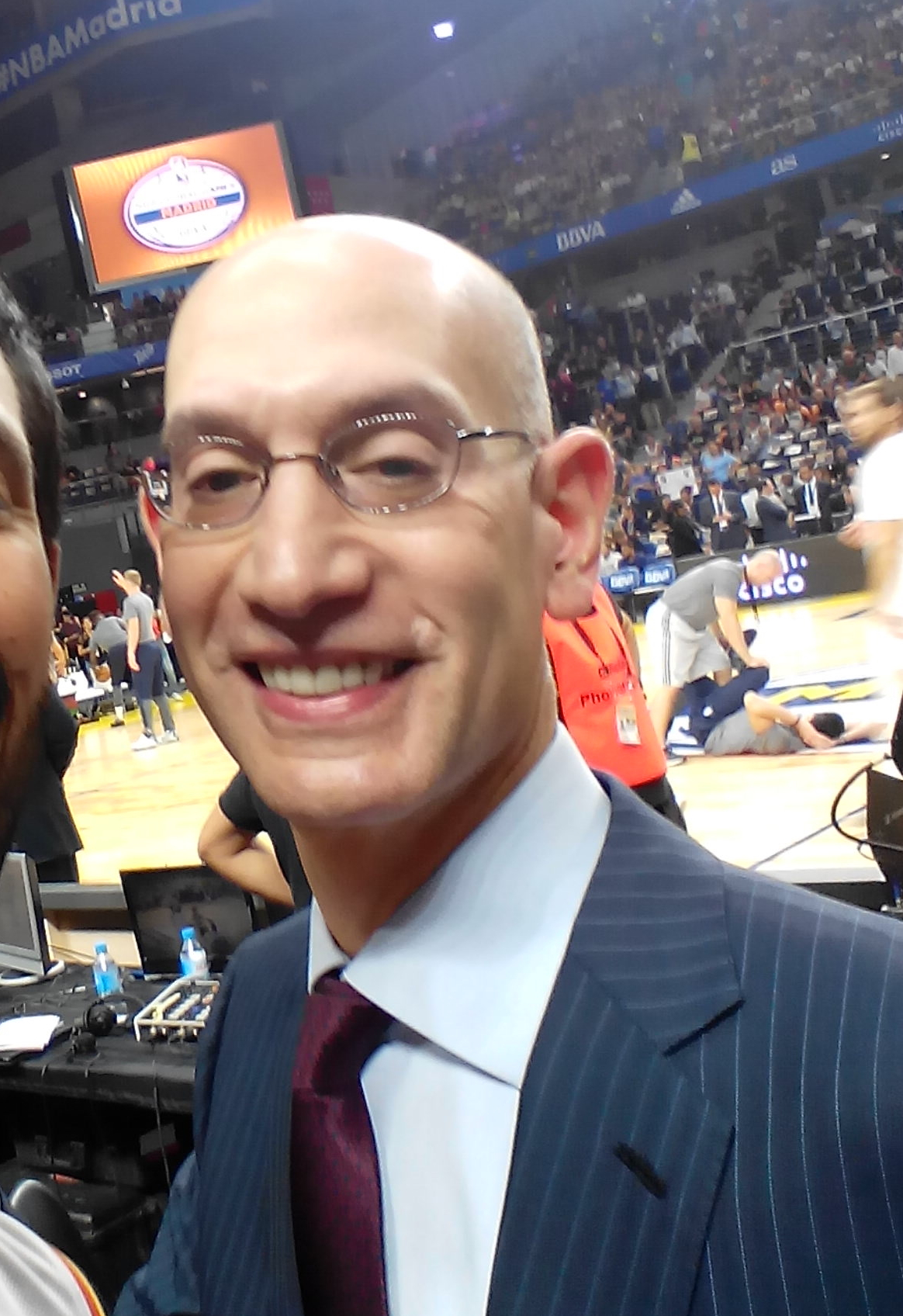
Adam Silver en Madrid en octubre de 2016.

Silver comenzó a trabajar en la NBA en 1992, ocupando diversos cargos directivos hasta hacerse cargo de NBA Entertainment. En octubre de 2012 el entonces comisionado de la NBA durante treinta años, David Stern, contando con la unanimidad de la directiva de los propietarios de los equipos de la NBA, le nombró su sucesor en el cargo.

## Vida personal
Silver está casado con su mujer, Maggie, desde 2015. Tiene dos hijas, una nacida en abril de 2017, y otra en mayo de 2020.